# Maitland (Floryda)
Maitland – miasto w Stanach Zjednoczonych, w stanie Floryda, w hrabstwie Orange.